# Алессандро Аллорі
Алессандро Аллорі (італ. Alessandro Allori; 31 травня 1535 — 22 вересня 1607) — італійський художник Флорентійської школи, представник маньєризму.

## Життєпис
Народився 31 травня 1535 року у Флоренції. Його батько, зброяр Крістофано ді Лоренцо, помер, коли Аллорі було лише п'ять років. Друг сім'ї живописець Аньоло Бронзіно став опікуном хлопчика. Аллорі пізніше включив прізвище Бронзіно в своє власне, це підтверджується в написі на першій з його картин: «Алессандро Аллорі, вихованець Аньйоло Бронзіно, зробив це в році 1552». Основи знання з живопису Алессандро отримав у свого опікуна, ставши його улюбленим учнем.
У 1554 році вирушив разом із братом Себастьяном до Риму. Тут познайомився з фресками і картинами Мікеланджело, Рафаеля, Андреа дель Сарто, Бартоломео, Леонардо да Вінчі, Понтормо, що додало до вишуканої манери живопису Аллорі безсумнівний вплив великих майстрів. Тут малює свій автопортрет і портрет Гортензії де Барді. У 1560 році художник повернувся на батьківщину у Флоренцію, де незабаром став одним з основних живописців для родини Медічі.
У 1563 році став членом Академії мистецтв. Коли Мікеланджело Буонарроті помер у 1564 році, Алессандро Аллорі готував художнє оформлення до його похорону. Від 1574 року стає офіційним художником великого герцога Франческо I.
Протягом творчого життя у Аллорі було багато співробітників та учнів, зокрема його син Крістофано. Майстерня родини Аллорі була досить шанованою. У середині 1570-х років Аллорі був призначений директором флорентійської фабрики гобелена.
Помер Алессандро Аллорі 22 вересня 1607 року.

## Творчість
Першою відомою роботою Аллорі був запрестольний образ, написаний в 1560 році для каплиці святої Аннуціати, частина вівтаря про Страшний суд, в якому помітно вплив Мікеланджело.
У 1565 році отримав замовлення від Козімо I Медічі на художнє оформлення весілля свого сина Франческо. Мистецтво художника Алессандро Аллорі було тісно переплетене з замовленнями, які отримувала майстерня Бронзіно, але творча спадщина Аллорі має власне зібрання творів. До найкращих робіт живописця відносять картини: «Чудо святого Петра, що йде по воді» (1596 рік, Галерея Уффіці, Флоренція), «Зняття з хреста» (1590-ті роки, Музей Прадо, Мадрид), «Два янголи у тіла Христа» (бл. 1600 року, Музей образотворчих мистецтв, Будапешт), «Алегорія людського життя» (1570—1590 роки, Галерея Уффіці, Флоренція), «Сусанна і старці» (Музей Магнін, Діжон); «Венера і Купідон» (1570-ті роки, Музей Фабра, Монпельє).
Аллорі співпрацював з художником-маньєристом і історіографом Джорджо Вазарі. Разом з ним з 1570 року та Бронзіно працював над замовленням великого герцога, розписуючи Студіоло Франческо в Палаццо Веккіо. Аллорі в Палаццо Веккіо закінчив роботи Бронзіно і самостійно створив чудову мальовничу композицію, названу «Ловля перлів». Останню вважають шедевром живопису маньєризму. Тут Алессандро Аллорі комбінує в полотні оголені фігури: могутні і рельєфні, як на фресках Мікеланджело, зі стрункими і витонченими, як на картинах Бронзіно.
Живопис художника, на картинах якого зображені оголені міфологічні герої в різних складних і неймовірних позах, типова для флорентійського маньєризму останньої чверті XVI століття, впливав на художній стиль Тоскани протягом майже 50 років після смерті живописця. Аллорі став одним з останніх відомих живописців маньєризму, період якого закінчився разом з його смертю.
Художник, крім своїх картин на міфологічні та релігійні теми, був чудовим портретистом. В Оксфордському музеї зберігається низка портретів пензля Алессандро.

## Вибрані твори

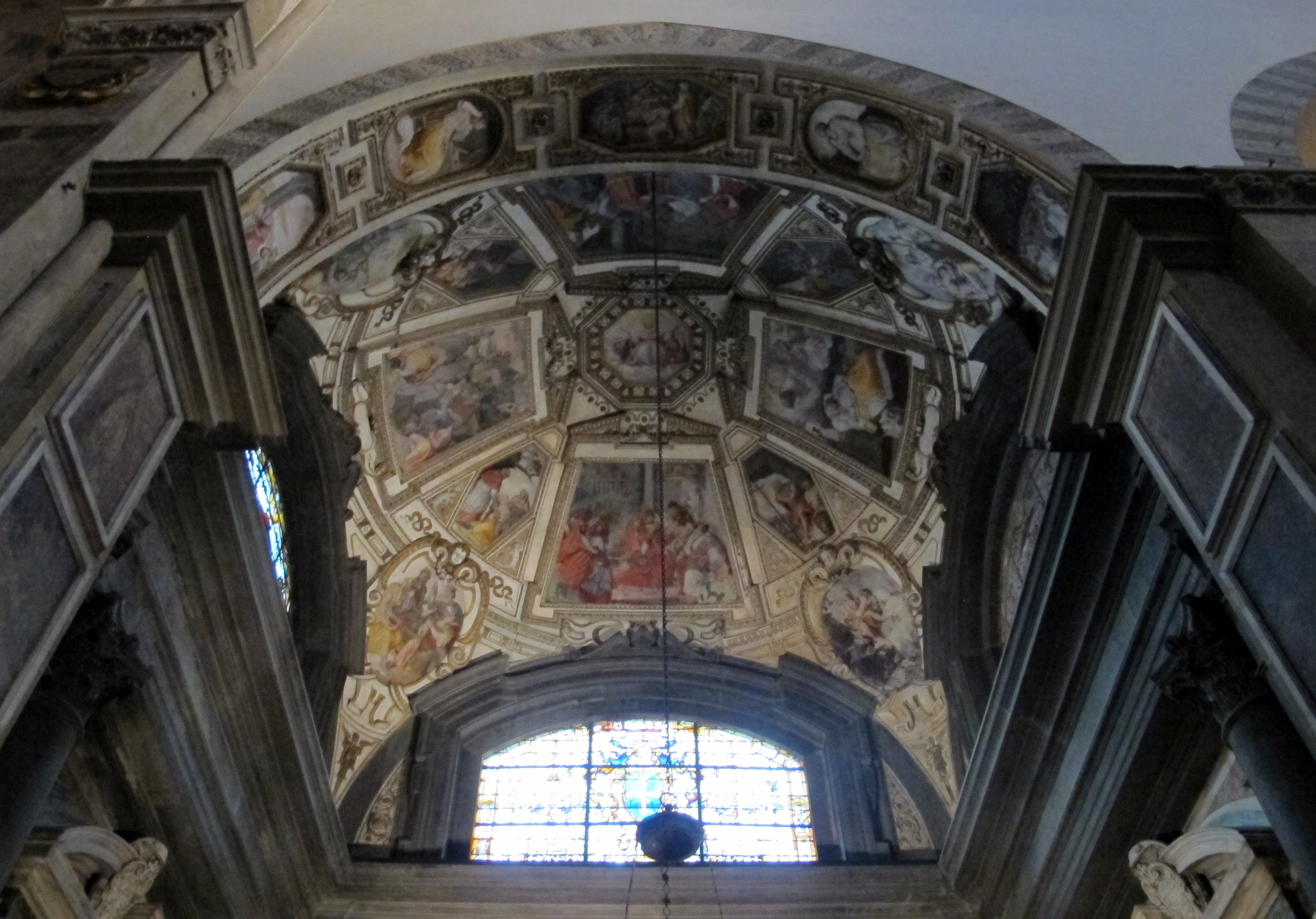
Алессандро Аллорі. Плафон купола каплиці Гадді.

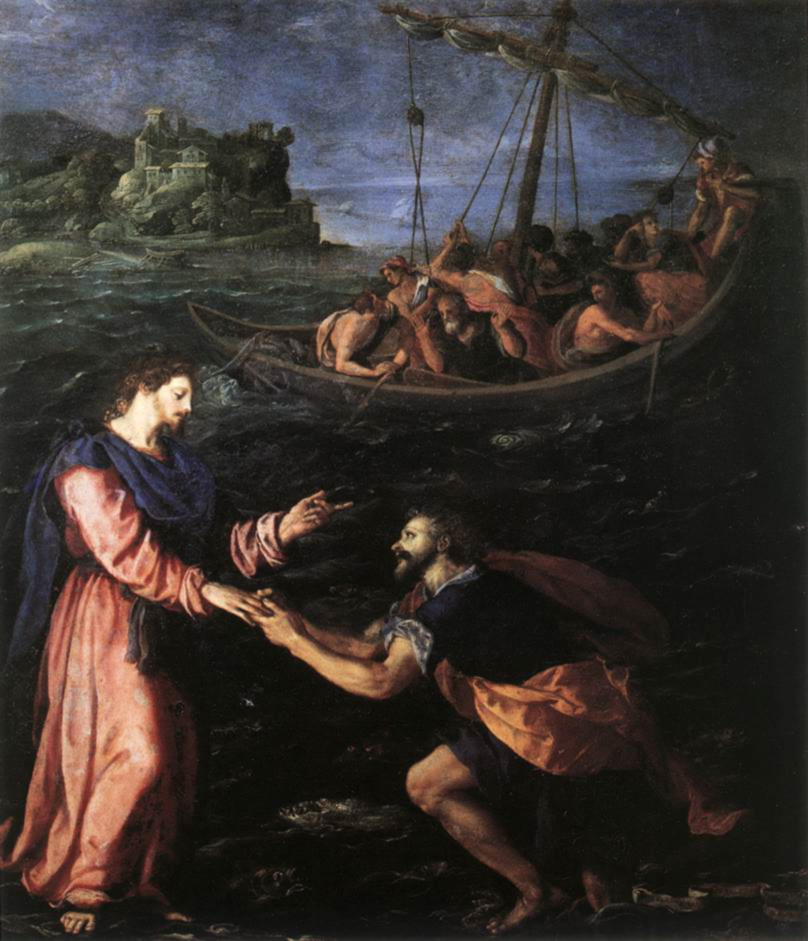
Алессандро Аллорі. «Ходіння по водах».
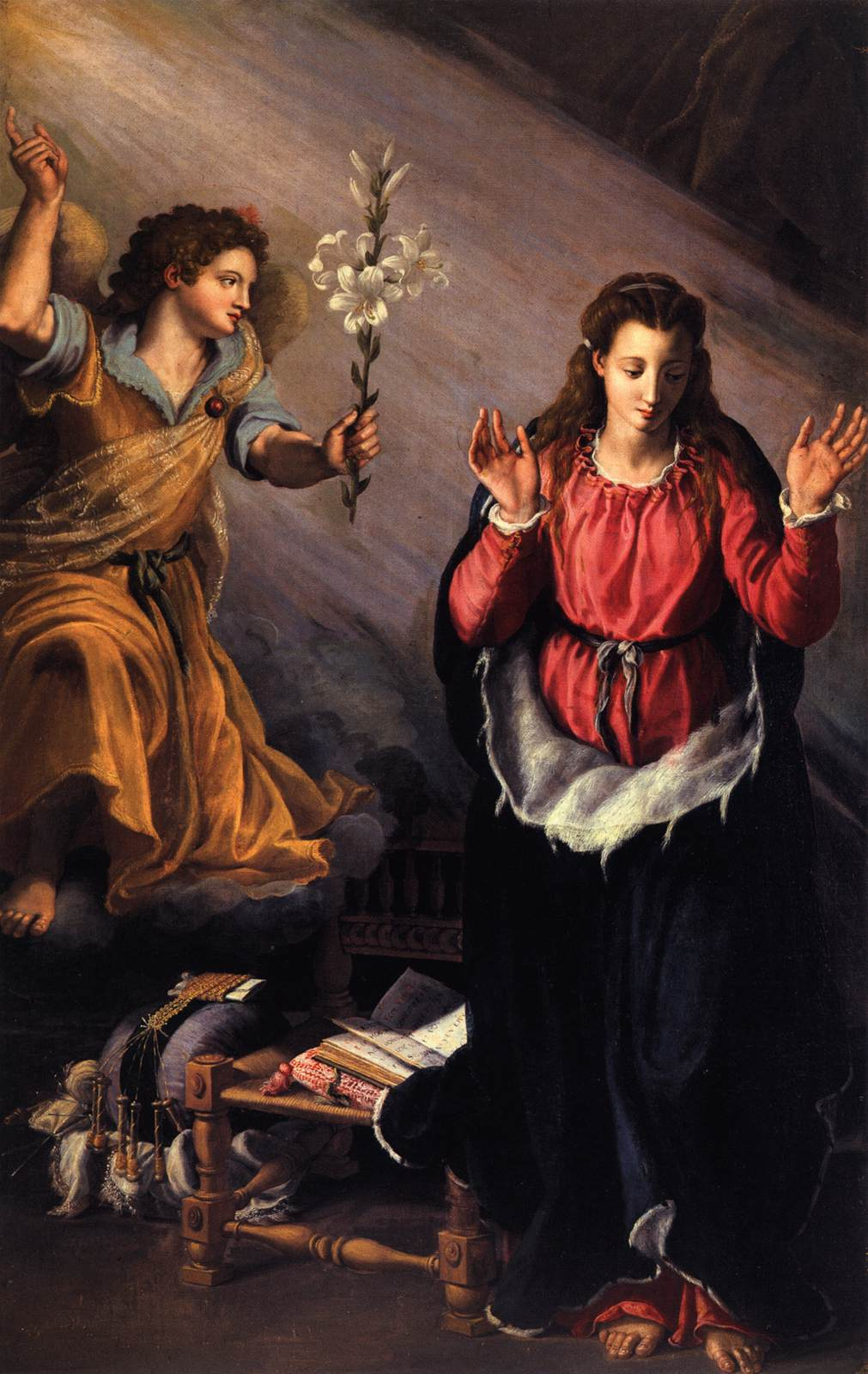
Алессандро Аллорі. «Благовіщення».
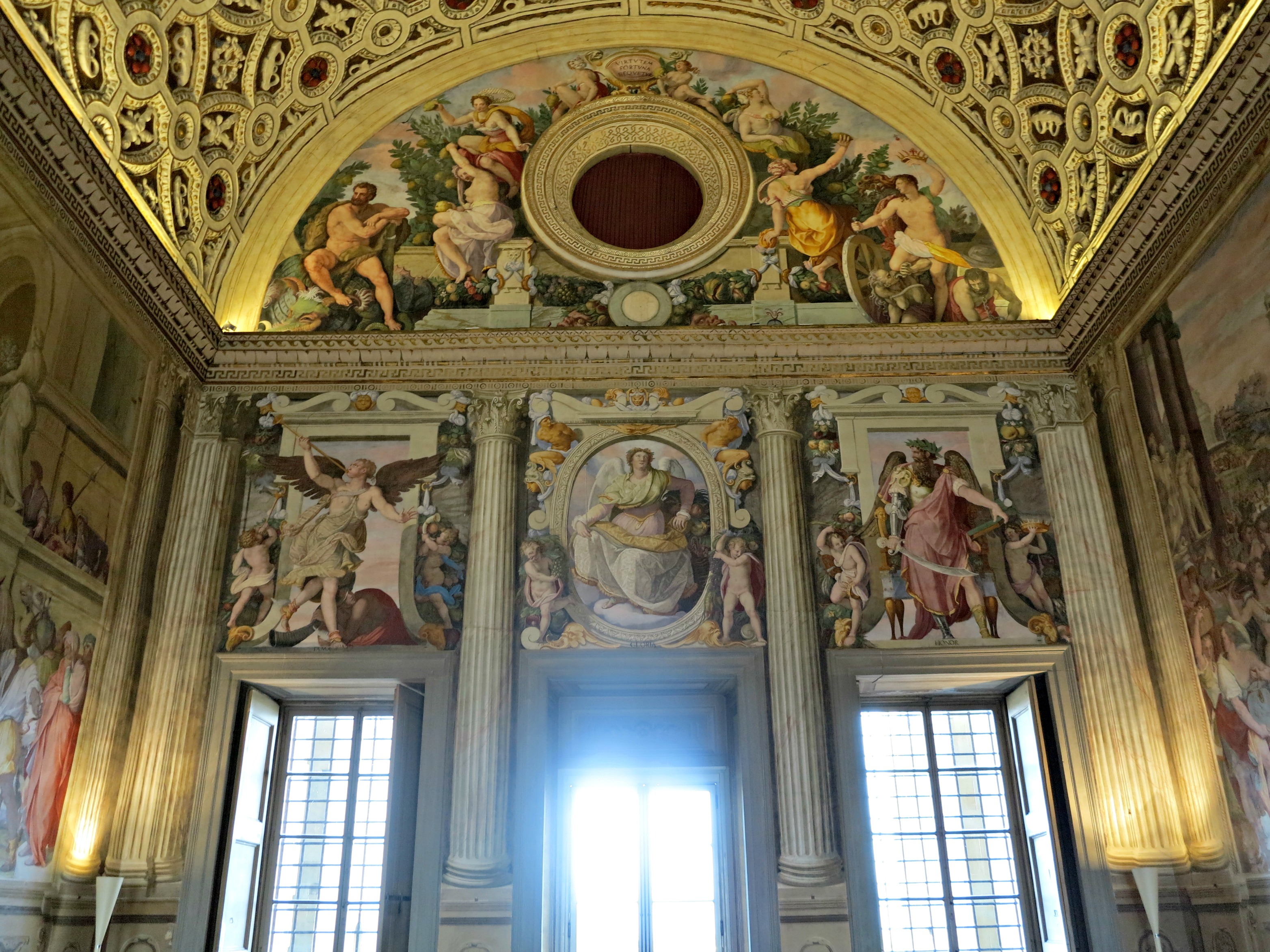
Сад Гесперід. Салон папи римського Лева Х, вілла Поджо а Кайяно.
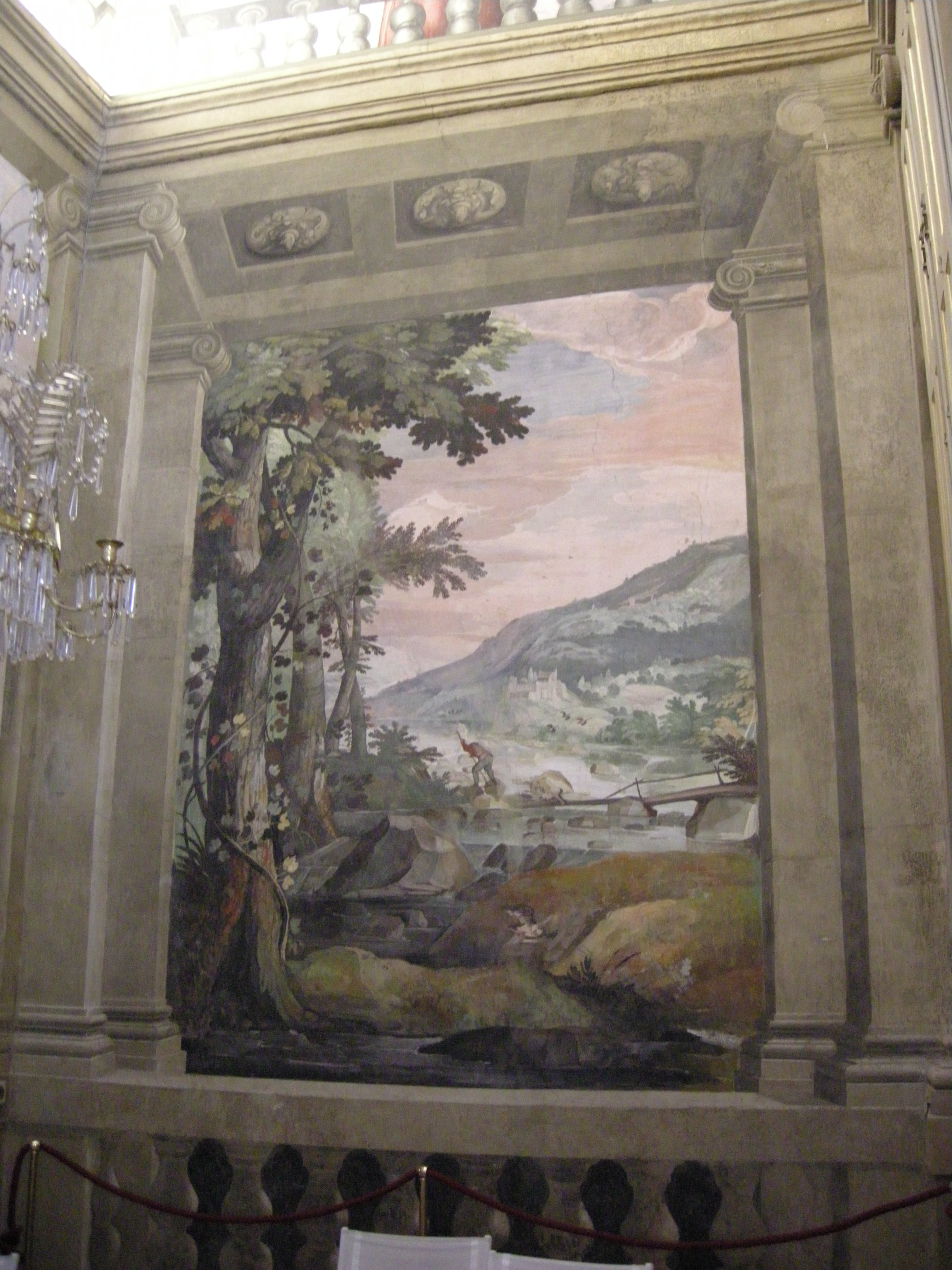
Алессандро Аллорі.  Палаццо Пітті, фреска «Лоджія Фердинандо і Медічі».
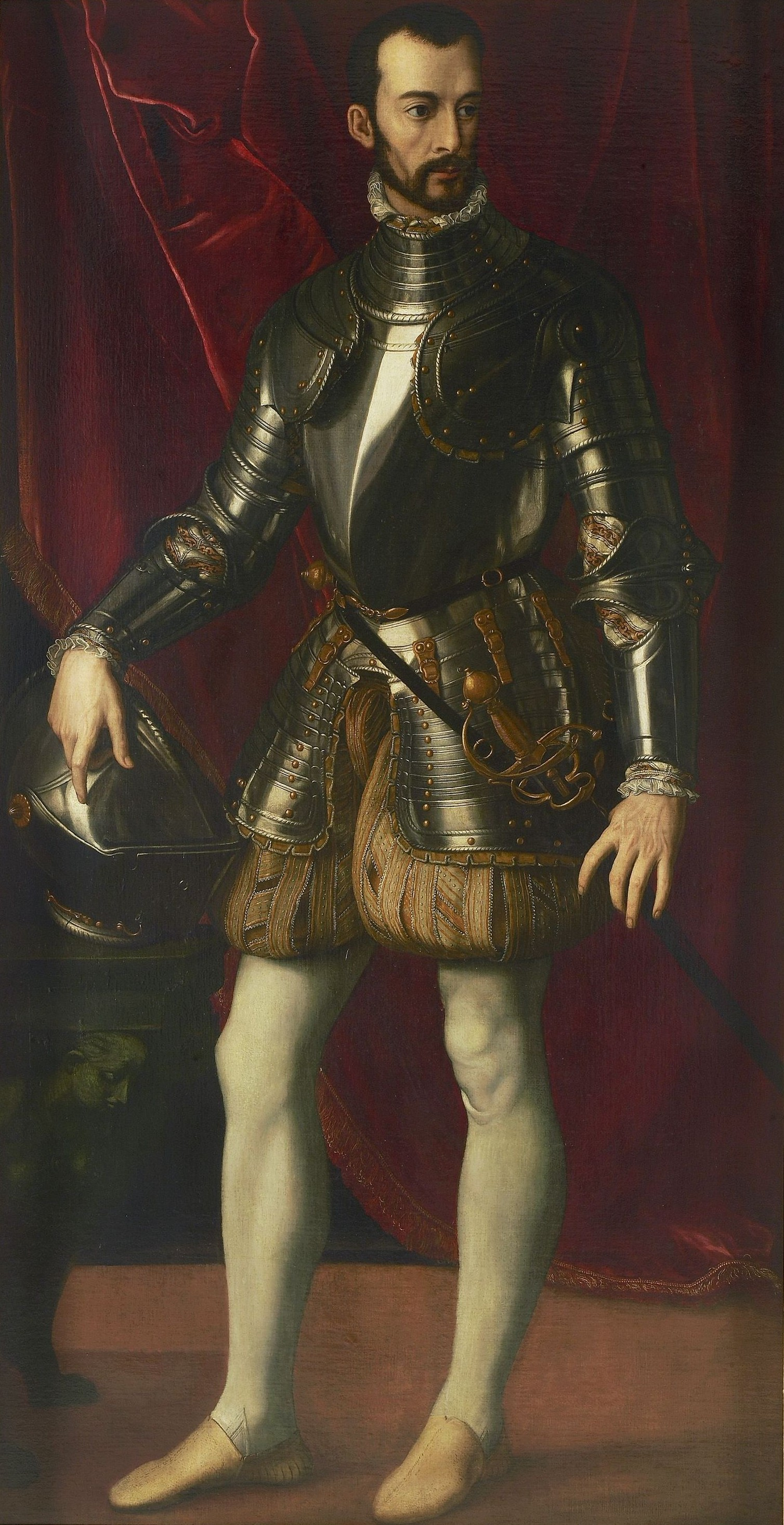
Алессандро Аллорі. «Портрет Франческо І де Медічі», 1560 р. Музей Маєра ван дер Берга, Антверпен.